# Маргарита де Блуа
Маргарита де Блуа (ок. 1170 — 12 июля 1230) — графиня Блуа, Шартра и Шатодена с 1218 года, дочь Тибо V Доброго, графа Блуа и Шартра, и Алисы, дочери короля Франции Людовика VII.

## Биография
После смерти первого мужа Маргариту выдали замуж второй раз за сына императора Фридриха I — Оттона, пфальцграфа Бургундии. После его смерти в 1200 году Маргарита стала регентшей графства Бургундия при своих малолетних дочерях — сначала Жанне, а после её смерти — Беатрис.
Также она вышла замуж в третий раз — за Готье II д'Авен, сеньора д’Авен и де Гиз.
В 1218 году после смерти племянника, Тибо VI де Блуа, Маргарита унаследовала его владения — графства Блуа, Шартр и Шатоден.
После её смерти в 1230 году её владения унаследовала старшая дочь от третьего брака — Мария и её муж Гуго.

## Браки и дети
- 1-й муж: с ок. 1183 Гуго III д’Уази (ок.1140—29 августа 1189), шателен Камбре, виконт Мо
- 2-й муж: с 1190 Оттон I Гогенштауфен (1171—13 января 1200), пфальцграф Бургундии с 1189
  - Жанна I (1191—1205), пфальцграфиня Бургундии с 1200
  - Беатрис II (1193—1231), пфальцграфиня Бургундии с 1205
- 3-й муж: после 1200 Готье II д'Авен (ок.1270—ок.1246), сеньор д’Авен, де Гиз и де Конде
  - Мария д'Авен (ум.1241), графиня Блуа и Шартра; муж: с 1226 Гуго V де Шатильон (1196—19 апреля 1248), граф де Сен-Поль с 1232, граф Блуа и Шартра 1230—1241
  - Изабель д’Авен; муж: Жан, сеньор д’Уази и де Монтрель
  - Тибо д’Авен (умер ребёнком)